# Ichnanthus annuus
Ichnanthus annuus là một loài thực vật có hoa trong họ Hòa thảo. Loài này được Killeen & Kirpes mô tả khoa học đầu tiên năm 1991.